# Каралда (деревня)
Каралда́ (телеут. Карыл-ту) — деревня в Беловском районе Кемеровской области. Входит в состав Пермяковского сельского поселения.

## География
Центральная часть населённого пункта расположена на высоте 255 метров над уровнем моря.

## История
Изначально проживали телеуты (тюльберы), которые в XX веке полностью ассимилировались среди русских. По переписи 1897 года здесь проживало 359 человек, из них 357 телеуты.

## Население
По данным Всероссийской переписи населения 2010 года, в деревне Каралда проживает 522 человека (256 мужчин, 266 женщин).
Национальный состав
По переписи 1897 года основным населением были телеуты.
Согласно результатам переписи 2002 года, в национальной структуре населения русские составляли 93 %.